# Interkulturel kommunikation
Interkulturel kommunikation kan i almindelighed forstås som kommunikation mellem to eller flere personer, der hver for sig har forskellig kulturel baggrund. Kommunikationen mellem sådanne personer vil blive påvirket af personernes kulturelle baggrund. Interkulturel kommunikation drejer sig således både om kultur og kommunikation: Kulturen beskriver de normer og forventninger, der er med til at forme kommunikationsprocessen, mens kommunikationen er med til at skabe forståelse og enighed – eller misforståelse og konflikt – mellem personerne.
Copenhagen Business School har et Institut for Interkulturel Kommunikation og Ledelse.

## Eksterne kilder og henvisninger
- Kulturforståelse – eller redskaber til interkulturel kommunikation Arkiveret 16. juli 2007 hos  Wayback Machine
- Interkulturel læring: fornyelse af det interkulturelle forskningsfelt Arkiveret 9. juni 2007 hos  Wayback Machine